# Mathieu Tovena
Pas d'image ? Cliquez ici

a Compétitions nationales et continentales officielles uniquement.

Mathieu Tovena, né le 2 mars 1997, est un joueur de rugby à XIII français évoluant au poste de talonneur. Vénu de Lézignan, il se forme ensuite aux Dragons Catalans. Il rejoint en 2016 Carcassonne avec lequel il remporte la Coupe de France 2017 puis retourne à Lézignan en 2018.

## Palmarès
- Collectif : 
  - Vainqueur du Championnat de France : 2021[1] (Lézignan).
  - Vainqueur de la Coupe de France : 2017 (Carcassonne).

### En club
| Saison    | Club        | Compétition           | Matchs | Points | Essais | Goals | Drops |
| --------- | ----------- | --------------------- | ------ | ------ | ------ | ----- | ----- |
| 2016-2017 | Carcassonne | Championnat de France | 19     | 34     | 8      | 1     | -     |
| 2017-2018 | Carcassonne | Championnat de France | 13     | -      | -      | -     | -     |
| 2018-2019 | Lézignan    | Championnat de France | 5      | -      | -      | -     | -     |
| 2019-2020 | Lézignan    | Championnat de France | 5      | 4      | 1      | -     | -     |
| 2020-2021 | Lézignan    | Championnat de France | 2      | -      | -      | -     | -     |